# República del Transvaal
|  | República Sud-africana adreça cap aquí. Per a l'actual República de Sud-àfrica, vegeu Sud-àfrica. |

La República Sud-africana (neerlandès antic: Zuid-Afrikaansche Republiek), també coneguda com a República de Transvaal arran de la seva situació més enllà del riu Vaal (des d'una perspectiva de Ciutat del Cap), fou un estat independent durant la segona meitat del segle xix i més tard va esdevenir la Província de Transvaal, una de les províncies que formaren la Unió Sud-africana i més tard Sud-àfrica, com l'Estat Lliure d'Orange i la Província de Natal. Al seu voltant es formaren repúbliques bòers més petites, com les de Stelland, Goshen, Niewe Republiek o Klein Vrystaat.

## Història

### Colonització
La colònia neerlandesa del Cap de Bona Esperança va passar als britànics el 1795 però va tornar a la República Batava el 1803. Napoleó I, que va donar el Regne d'Holanda al seu germà, va decidir abandonar-lo el 1806 i la regió va tornar als britànics.
Per la mateixa època els ndebeles es van instal·lar al Transvaal, mentre els venda es van retirar més al nord (regions de Waterberg i Zoutpansberg). El rei dels ndebeles, Mzilikazi, va establir la seva seu a Mosega, propera a la posterior ciutat de Zeerust. Els ndebeles van absorbir als shona o xona i altres tribus. La seva dominació indiscutida es pot datar entre 1827 i 1836. En aquest temps el riu Vaal i el riu Limpopo no eren pràcticament coneguts pels europeus; el 1829 l'explorador Robert Moffat va visitar Mosega, on es va trobar amb Msilikazi; posteriorment, fins al 1836, alguns comerciants i aventurers van donar a conèixer la regió.
Els bòers, principalment descendents del colons holandesos, eren hostils als britànics. El 1836 van abandonar la colònia britànica del Cap de Bona Esperança i van iniciar el que fou anomenat Gran Trek (gran emigració). Foren coneguts com a voortrekkers (literalment "pioners"). Es van dirigir cap al nord-est i van fundar Winburg (1837 al futur Orange), Potchefstroom (1838 a Transvaal) i la República de Natal (1838/1839). Mzilikazi va patir diverses derrotes enfront de la superior tecnologia dels bòers i el 1838 es va haver de retirar més enllà del riu Limpopo
El primer establiment al Transvaal fou la vila república de Potchefstroom, fundada per Andries Hendrik Potgieter el 1838. Potgieter havia anat al Natal el març del 1838 on volia venjar la mort de Pieter Maurits Retief (conegut com a Piet Retief) i els seus companys a mans dels zulus, però els colons de Natal preferien com a cap a Gert Maritz, i Potgieter va tirar endarrere, creuant les muntanyes Drakensberg, i el novembre de 1838 es va establir a la riba del riu Mooi on va fundar Potchefstroom; va tenir una estreta aliança amb Winburg. El 1842 va refusar ajudar els colons de Natal contra els britànics que van annexar la república el 1843. El 1844 molts colons de Winburg es van instal·lar a Potchefstroom. El 1845 colons de Winburg i Potchefstroom van anar a fundar un altre estat que es va dir Ohrigstad o Andries-Ohrigstad, que no va subsistir per la malària i fou traslladat a Lydenburg (1849) mentre Potgieter anava més a l'est. Vers el 1852 es va fundar Utrecht. Mentre Potgieter va marxar a l'est on va fundar Zoutpansberg. Potchefstroom fou dominada per altres bòers (1848) que van tenir com a cap a Andries W. J. Pretorius, mentre Winburg va passar a formar part de l'anomenada Sobirania del Riu Orange que després del 1848 depenia de la colònia britànica del Cap, i que va sorgir com estat bòer independent després del 1852 en retirar-se els britànics.

### Fundació de la República
Els establiments de Transvaal, els principals Potchefstroom, Utrecht i Lydenburg, foren reconeguts independents pels britànics per la convenció de Sand River. La convenció la va signar Pretorius però el grup oposat dirigit per Potgieter el va acusar de no consultar a l'assemblea o volksraad, i s'hi va oposar. Però el volksraad, reunit a Rustenburg el 16 de març de 1852, va ratificar l'acord i Potgieter i Pretorius es van reconciliar públicament el mateix dia. Potgieter va morir pocs dies després i Pretorius el juliol de l'any següent; a aquest darrer el va succeir el seu fill Marthinus Wessel Pretorius.
El 1854 fou formalment reconeguda pels britànics la independència dels bòers de la regió del riu Orange que havien format l'Estat Lliure d'Orange en la Convenció de Bloemfontein.
Va començar el procés per unificar els diferents districtes-repúbliques. Es van celebrar assemblees que van escollir delegats a una assemblea representativa que havia de redactar una constitució. El desembre del 1856 l'assemblea es va reunir a Potchefstroom, durant tres setmanes. Es va adoptar pel país el nom de República de Sud-àfrica (encara que generalment és coneguda com a República de Transvaal per evitar confusió amb la posterior república del mateix nom o República Sud-africana (després de 1961, continuadora de la Unió Sud-africana que va existir del 1910 al 1961). L'autoritat era concedida a un president auxiliat per un consell executiu; els membres del consell i del Volksraad havien de ser membres de l'Església Holandesa Reformada i de sang europea, i no podia existir igualtat entre blancs i negres ni en l'església ni a l'estat. L'assemblea va designar a Pretorius com a president i a Stephanus Schoeman com a comandant general del país (fins llavors ho era de Zoutpansberg), però Schoeman va refusar i junt amb Lydenburg i Utrecht va desconèixer a la nova assemblea.
No fou fins al 1860 en què finalment aquests districtes es van integrar a Transvaal (Utrecht s'havia unit a Lydenburg el 1858). En aquest temps Pretorius va voler també incorporar a Orange, i com que les negociacions van fallar, un contingent bòer dirigit per Pretorius i Paul Kruger va travessar el riu Vaal i va envair l'Estat Lliure, però foren rebutjats.
La ciutat de Pretòria, que havia rebut aquest nom en honor de Andries Pretorius, el pare del president, fou declarada capital i seu del govern. El 1860 Pretorius va aconseguir fer-se elegir president d'Orange i el febrer de 1860 va demanar una absència de 6 mesos i va anar a Bloemfontein on esperava aconseguir la unió pacíficament. Però una vegada va sortir dels Transvaal, el partit de Lydenburg o potgieterista, ara dirigit per Cornelis Potgieter, que s'havia oposat a la unió al Transvaal, va iniciar una oposició activa a la unió amb Orange, que considerava perjudicaria a Lydenburg i va mantenir que era il·legal ser al mateix president de Transvaal i d'Orange. Al final dels sis mesos, després d'una tempestuosa sessió del Volksraad, Pretorius va dimitir de la presidència de Transvaal i el que era fins llavors president interí, Grobelaar, va assolir les funcions.
Una reunió popular a Potchefstroom (octubre de 1860) va declarar la pèrdua de confiança en el Volksraad i que Pretorius havia de conservar la presidència amb un permís d'un any per aconseguir la unió amb Orange i mentre Schoeman seria president interí, i abans d'un any un nou Volksraad seria escollit.
Schoeman no va voler renunciar després i el conflicte va durar fins que el 1864 Pretorius, que ja havia deixat la presidència d'Orange, va retornar a dirigir el país fins al 1871.

### Vida política de la república
El 1865 es va patir una crisi financera i la moneda va patir un fort efecte inflacionista. El 1867 es va haver d'abandonar Schoemansdal al districte de Zoutpansberg (Soutpansberg) pels atacs indígenes. El 1868 la crisi financera es va agreujar i el paper moneda només valia el 30% del seu valor nominal (i el 25% el 1870). El descobriment d'or a Tati el 1868, va portar a Pretòria a proclamar l'extensió de les fronteres cap al nord (incloent el camp d'or), cap a l'oest vers Betxuanalàndia, i cap a l'est fins a la badia Delagoa. La proclamació fou rebutjada pels britànics (l'alt comissionat Philip Wodehouse); amb Portugal es va signar un tractat fronterer el 1869 pel qual els bòers renunciaven a la badia Delagoa. El 1871 es va fixar el límit occidental.

### Annexió britànica
La crisi financera i els atacs indígenes havien deixat en mala situació al govern que després de 1872 fou dirigit per Thomas François Burgers. Un partit dels bòers va demanar l'annexió per part dels britànics i el 12 d'abril de 1877 el govern britànic va enviar a la colònia del Cap a Sir Teophile Shepstone amb els poders necessaris per a l'annexió. El 4 d'abril de 1878 un gran míting dels bòers a Doomfontein va decidir que Paul Kruger i Joubert anirien a Anglaterra a protestar, però els delegats van tornar sense haver estar escoltats i així ho van explicar en una nova assemblea a Wonderfontein; es va acordar fer un nou intent davant Sir Bartle Frere, comissari britànic a Capetown (Ciutat del Cap), el qual va accedir a anar al Transvaal per negociar i va substituir com a administrador del Transvaal a Shepstone per Sir Owen Lanyon. Frere va anar a Erasmus Spruit per entrevistar-se amb els delegats bòers però no es va arribar a cap acord i les relacions es van fer més tirants; finalment Sir Garnet Wolseley va declarar que la independència bòer no seria restablerta i això fou el senyal de la revolució.
Kruger i Joubert van fer un darrer intent amb William Ewart Gladstone que havia tornat al poder a Londres (1880), sense cap resultat. Una darrera assemblea es va fer el 8 de desembre de 1880 i va decidir recórrer a les armes i en cas de ser derrotats organitzar un nou trek cap al nord, més enllà del Limpopo, i destruir els establiments del Transvaal. Joubert (d'origen francès) fou declarat comandant en cap; el 16 de desembre es va hissar la bandera republicana a Heidelberg.

### Restabliment del Transvaal
La pau preliminar es va signar el 23 de març de 1881 i la definitiva el 3 d'agost següent. L'autonomia de Transvaal era reconeguda excepte el dret de sobirania de la reina que tindria dret a nomenar un resident britànic al Transvaal; els anglesos podrien tanmateix passar tropes per territori de la república en cas de guerra o perill de guerra; Gran Bretanya es reservava els afers exteriors, celebració de tractats i relacions internacionals.

### El conflicte de Betxuanalàndia
La guerra de Betxuanalàndia (1883) va portar a noves negociacions que van acabar en el tractat de Londres del 23 de febrer de 1884 en el qual ja no estava en qüestió la independència del Transvaal i únicament es reservava per Gran Bretanya l'aprovació dels tractats signats pel Transvaal amb altres potències exceptuant l'Estat Lliure d'Orange. Però el govern britànic va al·legar que el preàmbul del primer tractat, que parlava de la sobirania britànica, restava en vigor.
El conflicte sobre els límits de Betxuanalàndia va acabar el 1885 i la possibilitat de l'establiment d'una continuïtat territorial entre l'Àfrica Sud-occidental Alemanya i la República de Transvaal, que aïllés la Colònia del Cap, bloquejant l'expansió i el trànsit de mercaderies britànic amb l'Àfrica central, va provocar la invasió dels Estats Units de Stellaland i l'establiment de la colònia britànica de Betxuanalàndia en 1885.

### Imperialisme britànic
El 1887 l'anomenada Nova República (Niewe Republiek) es va unir al Transvaal i seguidament els britànics van annexionar la República de Zululand i Tongaland. L'or havia portat a Transvaal a milers d'emigrants, anomenats uitlanders (estrangers) que progressivament demanaven participar en el govern de l'estat. Cecil Rhodes, al front de la British South Africa Company planejava el domini britànic des de la mar Mediterrània al Cap de Bona Esperança i el 1890 s'havia donat el primer pas amb l'annexió de territoris reclamats per Portugal (ultimàtum de l'11 de gener de 1890 i tractat de juny del 1891) al sud i nord del riu Zambeze. Rhodes va organitzar una incursió armada al Transvaal i el 1896 Leander Starr Jameson, administrador de Rhodèsia, va envair la república, teòricament per imposar la participació dels uitlanders al govern, però l'acció va fracassar.

### Tensió amb Gran Bretanya
Rhodes va dimitir i es va poder evitar la guerra. Orange havia fet causa comuna amb Transvaal, i els dos estats bòers van signar una aliança defensiva a Bloemfontein el 23 de març de 1896 i es van adquirir armes a Europa. Però els britànics no deixaven de banda el propòsit de donar més poder als uitlanders i van passar a l'acció el 1899.
El juny de 1899 Sir Alfred Milner, l'alt comissari britànic per l'Àfrica Austral es va entrevistar a Bloemfontein amb el president de Transvaal, Paul Kruger, i va demanar la nacionalització dels uitlanders després de cinc anys de residència, amb efectes retroactius i reserva d'una cinquena part dels escons de la càmera. Kruger va refusar però el seu govern va aprovar una llei que concedia la ciutadania després de set anys de residència. Gran Bretanya va demanar participar en una comissió mixta per suggerir esmenes i Kruger va acceptar però va exigir que, a canvi, els britànics renunciessin a qualsevol pretensió de sobirania i a interferir en els afers interns una vegada acabat l'afer; el govern britànic va acceptar formar la comissió però no les condicions imposades i, per tant, Kruger va retirar l'oferiment. Els britànics van exigir noves propostes que no van arribar i el 12 de setembre de 1899 van enviar un ultimàtum a la república que fou rebutjat el dia 17 de setembre; Transvaal va enviar un ultimàtum l'11 d'octubre que exigia la retirada de les tropes mobilitzades pels britànics a la frontera, en un termini màxim de 48 hores. El 13 d'octubre, com que els britànics no s'havien retirat, els bòers van iniciar hostilitats.

### Final de la República
Al final del 1901 els caps bòers van iniciar negociacions que van començar el gener del 1902 i van acabar el 30 de maig de 1902 amb un tractat de pau signat a Pretòria. Pel tractat els bòers reconeixen a Eduard VII com a sobirà; es dictava una amnistia; no s'imposarien contribucions de guerra; es reconeixia el dret a l'ensenyament de l'afrikaans i s'anunciava un ràpid establiment d'un govern responsable i representatiu. Un acord signat a Vereeninging establia el retorn dels bòers a les seves granges però molts van emigrar a l'Àfrica Sud Occidental Alemanya, i a Amèrica del Nord i del Sud. La llei marcial fou derogada el novembre del 1902. El territori va esdevenir la Colònia de Transvaal fins a l'establiment de la Unió Sud-africana, en la que conformà la Província de Transvaal.

## Bandera i escut
Vegeu:
- Bandera de Transvaal
- Escut de Transvaal

## Segells i moneda
Encara que hi havia servei de correus després del 1859, no fou fins al 1869 que l'estat va establir el servei i va emetre (agost de 1869) els primers segells. El 1893 va entrar a la UPU. Durant la segona guerra anglo-bòer es van emetre també alguns exemplars locals, tant pels bòers com pels britànics. El Transvaal formalment com a Zuid-Afrikaansche Republiek (ZAR), va emetre bitllets del 1867 al 1902 i monedes del 1892 al 1902. Les monedes d'or es deien "pond" (i no pund). Abans circulaven els bitllets i monedes britànics.

## Presidents
| Mandat    | President                                  | Dades                        |
| --------- | ------------------------------------------ | ---------------------------- |
| 1857-1863 | Marthinus Wessel Pretorius                 | 1r President de la República |
| 1863-1864 | Willem Cornelis Janse van Rensburg         | 2n President de la República |
| 1864-1871 | Marthinus Wessel Pretorius                 | 3r President de la República |
| 1871-1877 | Thomas Francois Burgers                    | 4t President de la República |
| 1877-1881 | Domini Britànic                            | Domini Britànic              |
| 1881-1883 | Pretorius, Kruger i Petrus Jacobus Joubert | Troika                       |
| 1883-1902 | Stephanus Johannes Paulus Kruger           | 5è President de la República |